# Vladimir Loroña
Vladimir Loroña est un footballeur mexicain né le 16 novembre 1998 à Caborca. Il joue au poste de défenseur au Club Santos Laguna en prêt des Tigres UANL .

## Biographie

### En sélection
Il participe avec l'équipe olympique du Mexique aux Jeux olympiques d'été de 2020 de Tokyo. Lors du tournoi olympique, il joue quatre matchs. Il se met en évidence en délivrant une passe décisive contre la Corée du Sud en quart de finale. Le Mexique remporte la médaille de bronze en battant le Japon lors de la "petite finale".

## Palmarès

### En sélection
- Vainqueur du Tournoi pré-olympique de la CONCACAF en 2020
- Médaille de bronze aux Jeux olympiques de 2020

### En club
- Finaliste de la Coupe du Mexique en 2020 avec le Club Tijuana